# Férfi négyesbob az 1980. évi téli olimpiai játékokon
Az 1980. évi téli olimpiai játékokon a bob férfi négyes versenyszámát február 23-án és 24-én rendezték. Az aranyérmet a keletnémet Meinhard Nehmer, Bernhard Germeshausen, Bogdan Musiol, Hans-Jürgen Gerhardt összeállítású négyes nyerte. A versenyszámban nem vett részt magyar csapat.

## Eredmények
A verseny négy futamból állt. A négy futam időeredményének összessége határozta meg a végső sorrendet. Az időeredmények másodpercben értendők. A futamok legjobb időeredményei vastagbetűvel olvashatóak.
| Helyezés | Csapat                                                                                           | 1.      | 2.      | 3.      | 4.       | Össz.         |
| -------- | ------------------------------------------------------------------------------------------------ | ------- | ------- | ------- | -------- | ------------- |
| Arany    | NDK (GDR)-1 · Meinhard Nehmer · Bernhard Germeshausen · Bogdan Musiol · Hans-Jürgen Gerhardt     | 59,86   | 1:00,03 | 59,73   | 1:00,30  | 3:59,92       |
| Ezüst    | Svájc (SUI)-1 · Erich Schärer · Ueli Bächli · Ruedi Marti · Sepp Benz                            | 1:00,31 | 1:00,41 | 1:00,02 | 1:00,13  | 4:00,87       |
| Bronz    | NDK (GDR)-2 · Horst Schönau · Roland Wetzig · Detlef Richter · Andreas Kirchner                  | 1:00,24 | 1:00,35 | 1:00,04 | 1:00,34  | 4:00,97       |
| 4.       | Ausztria (AUT)-1 · Fritz Sperling · Heinrich Bergmüller · Franz Rednak · Bernhard Purkrabek      | 1:00,75 | 1:00,77 | 1:00,41 | 1:00,69  | 4:02,62       |
| 5.       | Ausztria (AUT)-2 · Walter Delle Karth · Franz Paulweber · Gerd Zaunschirm · Kurt Oberhöller      | 1:00,91 | 1:01,12 | 1:00,25 | 1:00,67  | 4:02,95       |
| 6.       | Svájc (SUI)-2 · Hans Hiltebrand · Ulrich Schindler · Walter Rahm · Armin Baumgartner             | 1:01,13 | 1:01,00 | 1:00,54 | 1:01,02  | 4:03,69       |
| 7.       | NSZK (FRG)-1 · Peter Hell · Hans Wagner · Heinz Busche · Walter Barfuß                           | 1:01,14 | 1:01,22 | 1:00,57 | 1:01,47  | 4:04,40       |
| 8.       | Románia (ROU)-1 · Dragoş Panaitescu-Rapan · Dorel Cristudor · Sandu Mitrofan · Gheorghe Lixandru | 1:01,42 | 1:01,32 | 1:00,61 | 1:01,33  | 4:04,68       |
| 9.       | Nagy-Britannia (GBR)-1 · Jonnie Woodall · Tony Wallington · Corrie Brown · John Howell           | 1:01,44 | 1:01,42 | 1:00,98 | 1:01,08  | 4:04,92       |
| 10.      | NSZK (FRG)-2 · Alois Schnorbus · Lothar Pongratz · Jürgen Hofmann · Martin Meinberg              | 1:01,54 | 1:01,47 | 1:00,93 | 1:01,21  | 4:05,15       |
| 11.      | Olaszország (ITA) · Andrea Jory · Edmund Lanziner · Georg Werth · Giovanni Modena                | 1:01,26 | 1:01,66 | 1:01,01 | 1:01,37  | 4:05,30       |
| 12.      | Egyesült Államok (USA)-1 · Bob Hickey · Jeff Jordan · Willie Davenport · Jeff Gadley             | 1:01,49 | 1:01,81 | 1:01,04 | 1:01,77  | 4:06,11       |
| 13.      | Egyesült Államok (USA)-2 · Howard Siler · Joe Tyler · Jeff Jost · Dick Nalley                    | 1:01,49 | 1:01,69 | 1:01,30 | 1:01,72  | 4:06,20       |
| 14.      | Románia (ROU)-2 · Constantin Iancu · Ion Duminicel · Doru Frîncu · Constantin Obreja             | 1:01,85 | 1:02,16 | 1:01,74 | 1:01,76  | 4:07,51       |
| 15.      | Nagy-Britannia (GBR)-2 · Jackie Price · Gomer Lloyd · Andrew Ogilvy-Wedderburn · Nick Phipps     | 1:01,79 | 1:01,90 | 1:02,11 | 1:01,89  | 4:07,69       |
| –        | Kanada (CAN) · Martin Glynn · Alan MacLachlan · Serge Cantin · Robert Wilson                     | 1:01,76 | 1:02,25 | –       | –        | nem ért célba |
| –        | Svédország (SWE) · Carl-Erik Eriksson · Peter Jansson · Runald Beckman · Kenth Rönn              | 1:01,01 | 1:01,00 | 1:00,36 | kizárták | kizárták      |